# Marianne Dubois
Pour les articles homonymes, voir Dubois.
 (septembre 2023).
Marianne Dubois, née le 17 décembre 1957 à Corbeil-Essonnes, est une femme politique française, députée du Loiret de 2009 à 2022.
Elle fait partie de la 66e session nationale de l'IHEDN et s'intéresse particulièrement aux liens entre le monde de la Défense nationale et la société. Elle est agréée dans la réserve citoyenne, au grade de colonel, en 2012.

## Carrière politique

### Élue locale à Neuville-aux-Bois
Marianne Dubois entame son parcours politique en devenant conseillère municipale de Neuville-aux-Bois lors des élections municipales de 1995, ville de 4 000 habitants dans laquelle elle réside. Elle devient rapidement adjointe au maire de la commune avant de se présenter en tant que tête de liste lors des élections municipales de 2001. Sa liste divers droite réunissant 58,90 % des suffrages exprimés dès le 1er tour, elle est élue maire par le conseil municipal le 19 mars 2001[source insuffisante].
À mi-mandat, le 10 juin 2004, elle est élue présidente de la communauté de communes de la Forêt dont le siège se trouve à Neuville-aux-Bois et qui compte 16 000 habitants.
En 2008, le conseiller général sortant du canton de Neuville-aux-Bois Marc Andrieu lui propose d'être sa suppléante lors des élections cantonales. Ils font augmenter le score de la droite sur ce canton, de 53,53 % en 2001 à 59,11 % en 2008 dans un contexte pourtant plus défavorable[réf. nécessaire].

### Députée du Nord-Loiret
Suppléante de Jean-Paul Charié lors des élections législatives de 2007, elle devient députée de la cinquième circonscription du Loiret à la mort de ce dernier, le 3 novembre 2009,. Elle est alors membre des commissions de l'Éducation puis des Affaires sociales.
Candidate lors des élections législatives de 2012, elle est réélue avec 53,82 % des voix face à Carole Cannette, vice-présidente du Conseil régional du Centre, réalisant ainsi le deuxième meilleur score du département lors de ces élections. Elle siège au sein du groupe UMP à l'Assemblée Nationale et intègre la commission de la Défense nationale et des Forces armées. Elle est alors la seule femme de droite membre de cette commission.
En 2012, elle soutient la motion  de La Droite sociale menée par Laurent Wauquiez lors des élections internes à l'UMP. Le 27 novembre 2012, elle adhère au groupe parlementaire Rassemblement UMP, présidé par François Fillon, qu'elle quitte lors de sa dissolution.
Dans le cadre des élections municipales de 2014 dans le Loiret, elle est présente en avant-dernière position sur la liste de la droite et du centre à Pithiviers. Celle-ci l'emporte dès le premier tour avec 51,29 % des voix, faisant basculer la municipalité de gauche à droite.
Elle est candidate aux élections départementales dans le nouveau canton de Pithiviers qui comprend Neuville-aux-Bois. Elle se présente avec Marc Gaudet, conseiller général sortant et 1er vice-président du Conseil départemental. Elle est élue le 29 mars 2015 avec près des deux tiers des suffrages exprimés. Elle intègre la commission permanente et devient la seule parlementaire du Loiret à siéger au sein de son conseil départemental.
Le 11 juin 2015, elle est nommée par Nicolas Sarkozy secrétaire nationale des Républicains aux Aînés en tandem avec le député Jacques Kossowski. Elle devient ensuite secrétaire nationale aux Liens Armée-Nation grâce à son travail parlementaire sur les cadets de la Défense.
Elle soutient François Fillon pour la primaire présidentielle des Républicains de 2016.
Elle est candidate à un nouveau mandat de députée lors des élections législatives de 2017. Elle est réélue députée le 18 juin 2017 avec 50,2 % des voix face au candidat La République en marche. Elle réalise ainsi le meilleur score de la droite et du centre dans le Loiret, mais passe proche de l'élimination, remportant le scrutin avec seulement dix-huit voix d'avance.
Elle parraine Laurent Wauquiez pour le congrès des Républicains de 2017, scrutin lors duquel il est élu président du parti. À la suite de cette élection, elle intègre le bureau politique et la commission nationale d'investiture des Républicains.
Marianne Dubois est réélue conseillère départementale du canton de Pithiviers lors des élections départementales de 2021 dans le Loiret, avec 74.14% des voix au 2d tour.

En septembre de la même année, Marianne Dubois annonce sa décision de ne pas se représenter aux prochaines élections législatives de 2022. Elle motive sa décision par son souhait de passer le relais à une nouvelle génération, et de se concentrer sur son mandat renouvelé de conseillère départementale.

## Travaux parlementaires
Elle est notamment l'auteur d'un rapport d'information intitulé « Femmes et dépendance : la double peine » datant de novembre 2011. Il est rédigé dans le cadre de la délégation aux Droits des Femmes de l'Assemblée nationale dont elle est membre.
Mère d'un enfant sourd, elle crée lors de son premier mandat un groupe d'étude sur la langue des signes au sein de l'Assemblée nationale. Elle en est actuellement la co-présidente.
Elle est depuis 2012 pour la 14e législature membre de la commission de la Défense nationale et des Forces armées. Elle intègre la 66e session nationale de l'Institut des hautes études de la Défense nationale (IHEDN). À ce titre, le 23 juillet 2012, Marianne Dubois est agréée dans la réserve citoyenne, au grade de colonel, au sein du 12e régiment de cuirassiers d'Olivet.
Investie au sein de la commission de la Défense, elle a été corapporteure de la mission d'information sur le bilan et la mise en perspective des dispositifs citoyens du ministère de la Défense. Elle a ainsi en charge la rédaction d'un rapport sur le thème « Armée et citoyenneté ». Elle présente ce rapport le 9 décembre 2015. La commission en valide la publication à l'unanimité. Ce rapport prend une dimension particulière du fait du contexte de menace terroriste. Elle est reçue à ce titre avec trois autres parlementaires le 28 juillet 2016 par le président de la République François Hollande pour évoquer le projet de mise en place d'une garde nationale.
Du 4 février 2016 au 13 juillet 2016, elle est membre de la commission d'enquête relative aux moyens mis en œuvre par l'État pour lutter contre le terrorisme depuis le 7 janvier 2015 présidée par le député Georges Fenech.
Lors de la XVe législature, elle est élue membre du bureau de la commission de la Défense par ses pairs en tant que secrétaire. Elle est l'auteur d'un rapport d'information sur le service national universel, avec sa collègue Émilie Guerel.

## Détail des mandats
- Conseillère municipale de Neuville-aux-Bois (1995-2012)
- Adjointe au maire de Neuville-aux-Bois (1998 -2001)
- Maire de Neuville-aux-Bois (2001-2008)
- Présidente de la communauté de communes de la Forêt (2004-2008)
- Députée de la cinquième circonscription du Loiret (2009-2022)
  - Secrétaire de la commission de la Défense nationale et des Forces armées (2017-2022)
- Conseillère départementale du Loiret, élue du canton de Pithiviers (depuis 2015)

## Ouvrage
- Vous avez dit Marianne ?, éditions du Cerf, 2017[1].